# Mononykus
A Mononykus (jelentése 'egy karom') az alvarezsaurida theropoda dinoszauruszok egyik neme, amely a késő kréta korban élt, Mongóliában (a Nemegt-formáció területén, körülbelül 70 millió évvel ezelőtt). Hosszú, vékony lábakkal rendelkezett és két lábon járó, fürge mozgású állat volt, amely nagy sebességgel futott, ami előnyös tulajdonság volt élőhelyén, a nyílt sivatagban. Kis koponyája volt apró hegyes fogakkal, ami arra utal, hogy rovarokkal és kisebb állatokkal, például gyíkokkal és emlősökkel táplálkozott. A nagy szemek lehetővé tették a Mononykus számára, hogy éjszaka vadásszon, amikor az idő hűvösebb és kevesebb a ragadozó.

## Anatómia

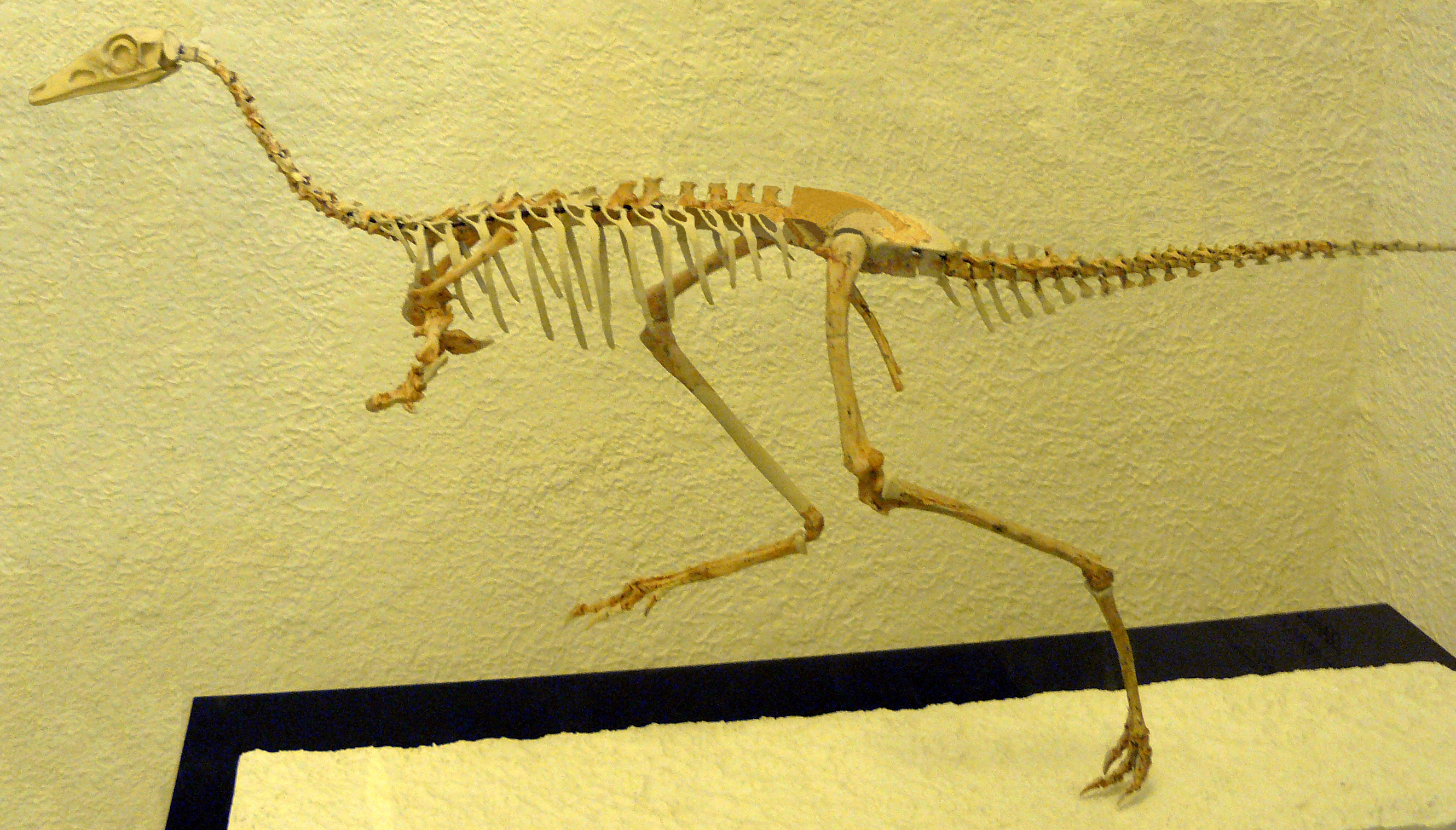
A Mononykus rekonstruált csontváza

A Mononykus kistestű, csupán 1 méter hosszú dinoszaurusz volt. A csuklócsontjai a madarakéhoz hasonlóan összeforrtak, a szegycsontján pedig egy csonttaraj helyezkedett el. A csontváza több részletében is elért közeli rokonaiétól a Shuvuuiáétól és a Parvicursorétól, például a háromszög keresztmetszetű szeméremcsont és a lábujjcsontok eltérő arányai tekintetében.
A Mononykust jelenleg egyetlen példány, az IGM N107/6 azonosítójú holotípus képviseli. Ez a fosszília egy részleges csontváz, melynek hiányzik a farka és a koponyája néhány darabja, az agyüreget leszámítva. Később tévesen több leletet is a Mononykus nembe soroltak be, köztük részleges (kezdetben hibás módon nagyon rövidnek ítélt, de a későbbi egyedeknél hosszúnak és vékonynak bizonyuló) farokkal és teljes, de egyedi, majdnem fogatlan koponyával rendelkező csontvázakat. Ezeket a példányokat azonban időközben átsorolták az új Shuvuuia nembe. Emiatt több Mononykusról készített rekonstrukció és felállított csontváz valójában nagyrészt a Shuvuuián alapul.
Az 1990-es években, a Mononykus hivatalos leírásának készítése közben egy beszámoló látott napvilágot arról, hogy egy Roy Chapman Andrews által vezetett expedíció évtizedekkel korábban feltárt egy feltehetően ehhez a nemhez tartozó példányt. Ezt a leletet az Amerikai Természetrajzi Múzeum (American Museum of Natural History) gyűjteményében egyszerűen egy „madárszerű dinoszaurusz” feliratú címkével látták el. Azonban a további példányok rokon nemekhez való átsorolása és a lelet korának különbsége (az Andrews-féle példány a korábbi Djadochta-formációból származik) alapján valószínűtlen, hogy ez az egyed a Mononykushoz tartozik.

## Ősbiológia
A Mononykus az Alvarezsauridae család tagjaként a rokonaihoz hasonlóan nagyon különös zömök mellső lábakkal rendelkezett, melyeken egy-egy nagy, körülbelül 7 centiméteres karom nőtt (amikről a nevét kapta). A másik két ujjáról a karom eltűnt (bár közeli rokona, a Shuvuuia a megnagyobbodott karom mellett két csökevényessel is rendelkezett). E nagymértékben specializálódott karok célja jelenleg rejtély, de egyes tudósok felvetették, hogy (a modern hangyászok végtagjaihoz hasonlóan) a termeszvárak szétbontására szolgáltak, így lehetséges, hogy az állat elsősorban rovarokkal táplálkozott.
A Mononykust rendszerint tolltakaróval rekonstruálják. A rokonságába tartozó Shuvuuia fosszilis maradványaival együtt tollak lenyomatai is előkerültek, igazolva, hogy az Alvarezsauridae ahhoz a theropoda fejlődési vonalhoz tartozott, amely tollakkal vagy pelyhes testtakaróval rendelkezett.

## Popkulturális hatás
A Mononykus látható a BBC által a Dinoszauruszok, a Föld urai című sorozat különkiadásaként készített Az óriási karom (Walking With Dinosaurs: The Giant Claw, 2003) című műsorban, melyben a kréta időszaki Mongóliába utazó Nigel Marven elfog és megvizsgál egy példányt.

## Fordítás
- Ez a szócikk részben vagy egészben a Mononykus című angol Wikipédia-szócikk ezen változatának fordításán alapul.  Az eredeti cikk szerkesztőit annak laptörténete sorolja fel. Ez a jelzés csupán a megfogalmazás eredetét és a szerzői jogokat jelzi, nem szolgál a cikkben szereplő információk forrásmegjelöléseként.